# Buntkeramik
Buntkeramik ist ein Sammelbegriff für Keramiken der auslaufenden Vorgeschichte im vorderen Orient. Charakteristische geometrische Figuren, geritzt oder gemalt, später gegenständliche Bemalungen waren wichtige Merkmale für die archäologische Altersbestimmung. Heute steht mit der Thermolumineszenzdatierung auch für Keramik ein Messverfahren für die absolute Altersbestimmung zur Verfügung.
Bedeutende Fundorte sind beispielsweise Çatalhöyük, Hacılar Höyük, Tell Halaf, Naqada

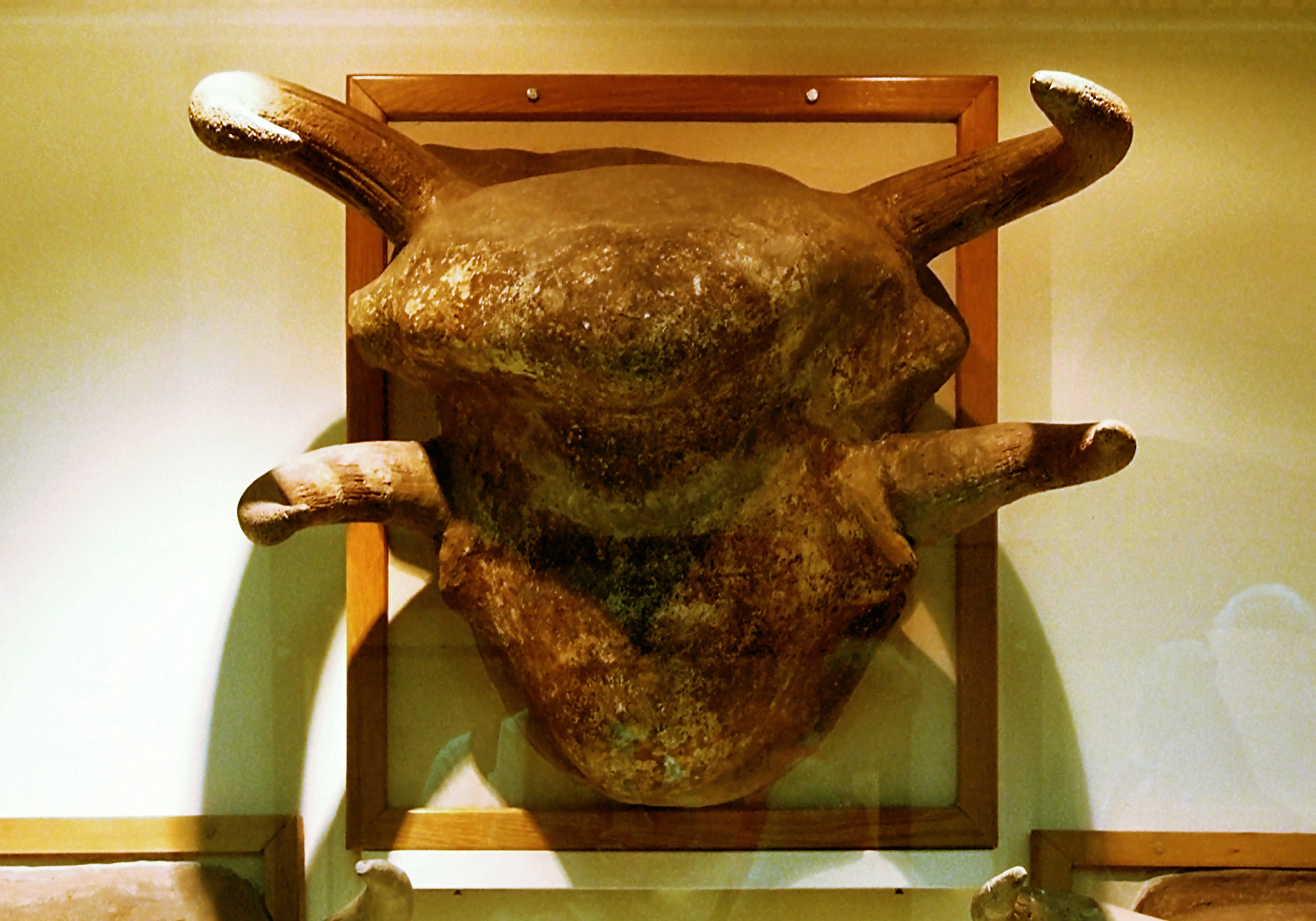
Rinderkopf aus Çatalhöyük
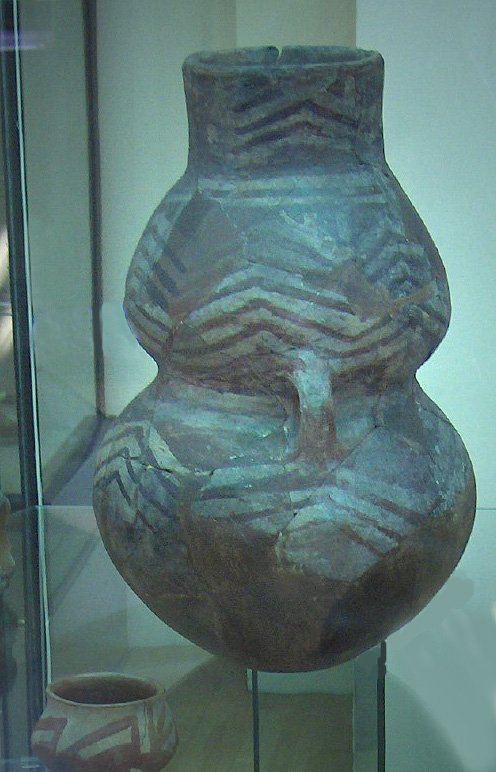
Bemaltes Gefäß aus Hacılar Höyük, ca. 5300 v. Chr.
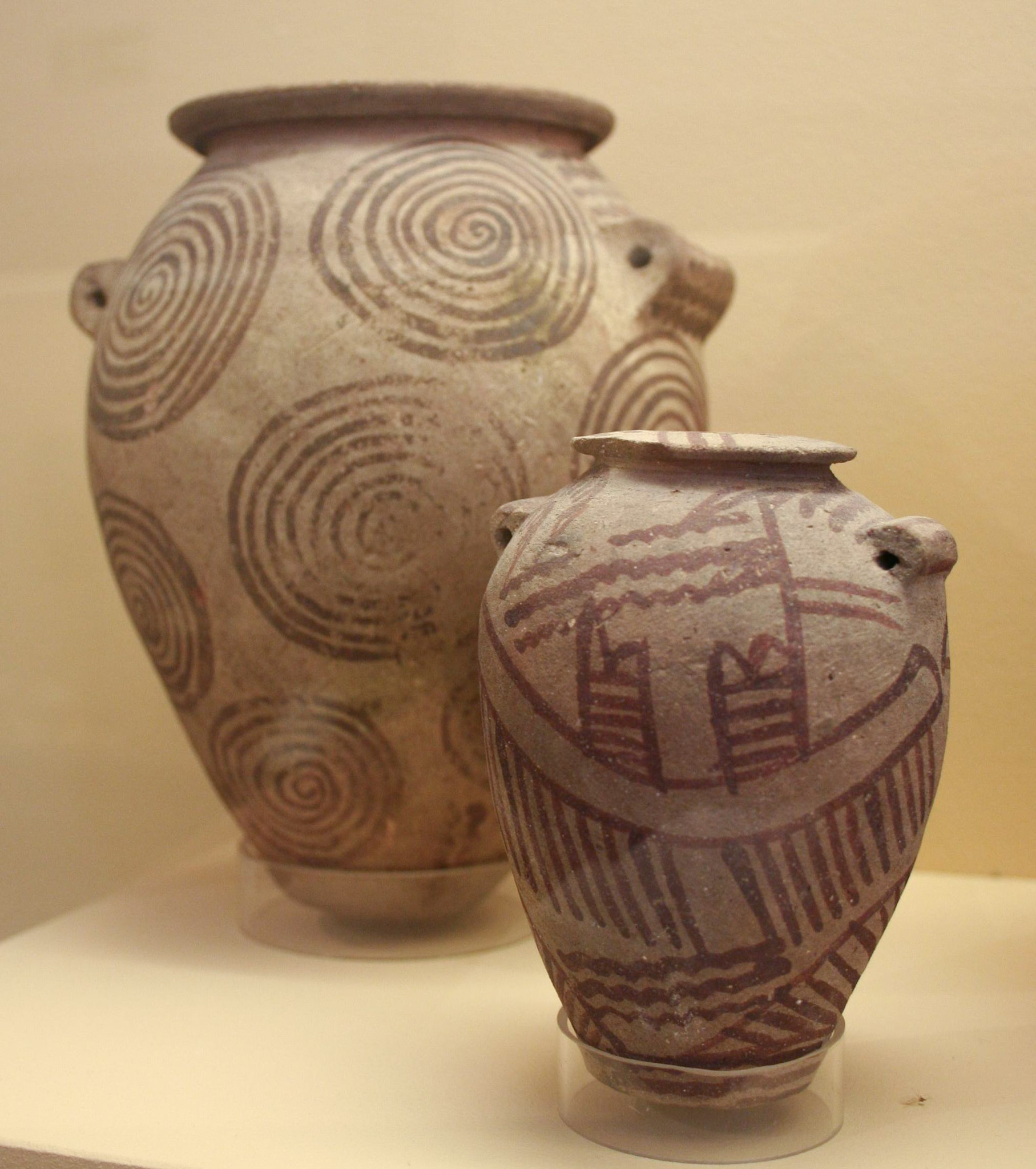
Dekorierte Keramik-Gefäße, Naqada II, ca. 3500 v. Chr.
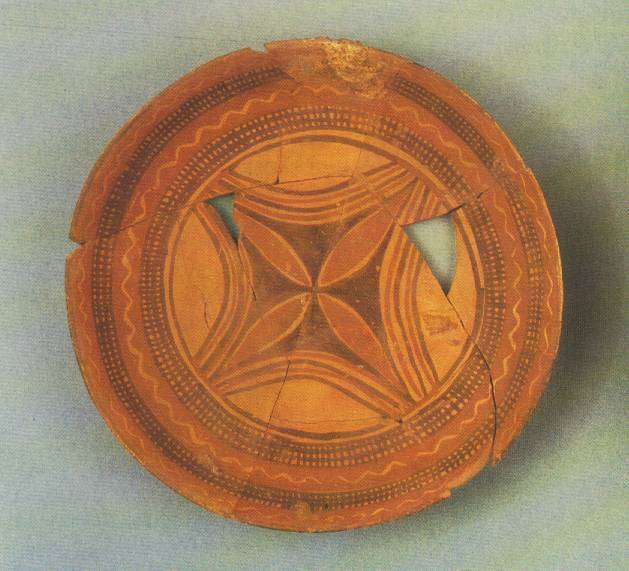
Schale Halaf-Ware
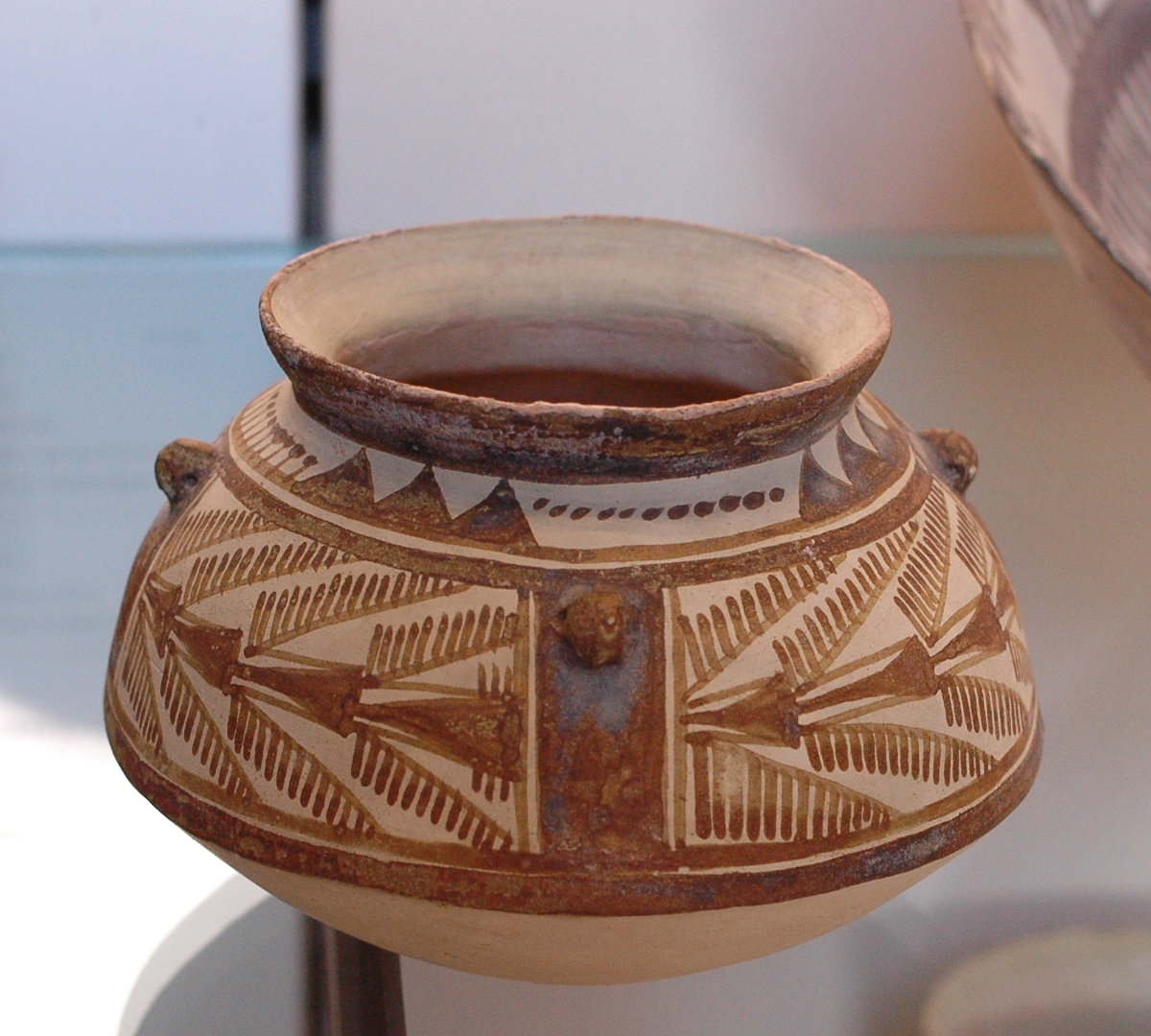
Susa ca. 4000 v. Chr.
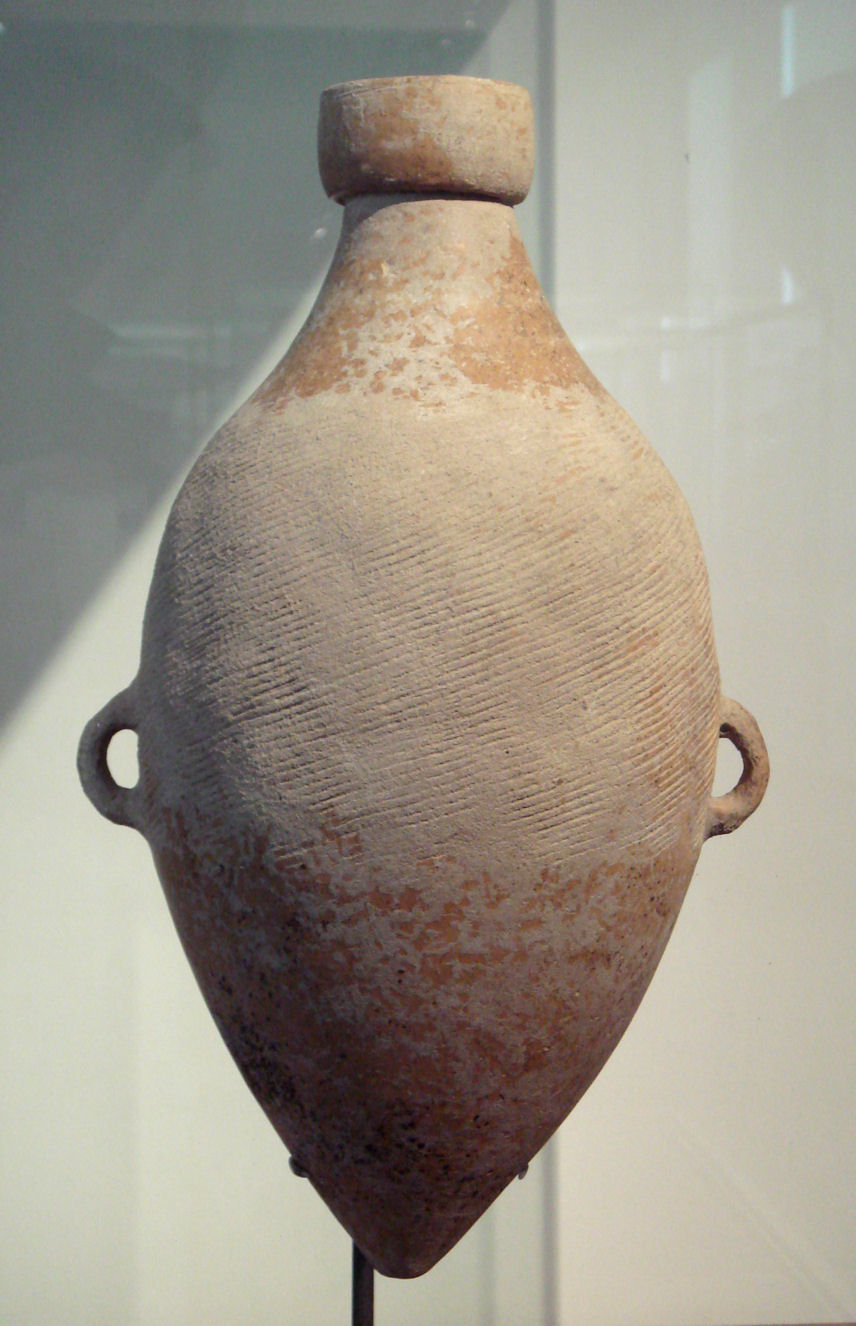
Yangshao-Kultur Schnurkeramik, ca. 4800 v. Chr.